# Anica Černej
Anica Černej (3 de abril de 1900, Čadram, Oplotnica - 3 de mayo de 1944, Neubrandenburg) fue una autora y poeta eslovena.

## Biografía
Černej trabajó en la Facultad de Educación de Liubliana, donde sus principales intereses eran los temas sociales y pedagógicos .
En el otoño de 1943 fue detenida junto con muchos profesores y estudiantes por las fuerzas armadas de ocupación alemanas y enviada al campo de concentración de Ravensbrück y más tarde a Neubrandenburg, donde murió poco después.

## Obras
- Hermanos, será invierno , Liubliana, 1957.
- Abuelo Miha , Liubliana, 1939, 1999, 2009.
- Hola caballo , Ljubljana, 1990, 1998, 2011, 2013.
- Marcha de los juguetes, Liubliana, 1983, 1987, 2019.
- Gotas, Liubliana, 1934.
- Mariposas, Celje, 1930.
- Mis caminos , Liubliana, 1975.
- Aramos, aramos , Liubliana, 1975.
- En medio de la patria, Liubliana, 1953.
- Canciones felices, Liubliana, 1957.
- Para tiempos felices y tristes, Liubliana, 1933.[2]